# Slepa pega
Slepa pega, skotom, je slepo mesto v vidnem polju. Slepa pega, ki je v medicinski literaturi znana kot fiziološka slepa pega ali fiziološki skotom, »slepa točka« ali punctum caecum, je mesto na mrežnici, kjer na optičnem disku ni fotoreceptorskih celic za zaznavanje svetlobe, saj tam skozi optični disk prehaja vidni živec. Del vidnega polja, ki bi sicer ustrezal temu mestu, zato manjka. Naši možgani zapolnijo to mesto z interpolacijo na podlagi okoliških podrobnosti in informacij drugega očesa, zato slepe pege običajno ne zaznamo.
Čeprav imajo to slepo pego vsi vretenčarji, je oči glavonožcev, ki so jim podobne le površinsko, nimajo. Pri njih se vidni živec receptorjem približa od zadaj in ne prodre skozi mrežnico.
Pojav je prvi dokumentirano opazoval francoski fizik, botanik in duhovnik Edme Mariotte v 1660. letih. Takrat se je na splošno mislilo, da je točka, kjer optični živec vstopi v oko, dejansko najbolj občutljiv del mrežnice; vendar je Mariottovo odkritje to mišljenje ovrglo.
Slepa pega leži približno 12–15° temporalno in 1,5° pod vodoravno ravnino ter je visoka približno 7,5° in široka 5,5°.

## Preskus slepega mesta
| Prikaz slepe pege | Prikaz slepe pege | Prikaz slepe pege | Prikaz slepe pege | Prikaz slepe pege |
| --- | ----------------- | ----------------- | ----------------- | ----------------- |
| |                   |                   |                   |                   |
| | R                 |                   | L                 |                   |
| |                   |                   |                   |                   |
| Navodila: Zaprite eno oko, drugo pa usmerite na ustrezno črko (R za desno ali L za levo). Postavite oko na razdaljo od zaslona, ki je približno enaka trikratni razdalji med R in L. Premaknite oko proti zaslonu ali stran od njega, dokler ne opazite, da druga črka izgine. Zaprite na primer desno oko, z levim očesom poglejte »L« in »R« izgine. |                   |                   |                   |                   |